# São Miguel (eiland)
São Miguel is een eiland en onderdeel van de Azoren-archipel.
São Miguel, ook wel bekend als het "Groene Eiland", is met een oppervlakte van 759 km² het grootste eiland van de Azoren en is met 140.000 inwoners tevens het eiland met de meeste inwoners. Het grootste gedeelte van de bevolking woont in de hoofdstad Ponta Delgada. Vanaf Ponta Delgada zijn er vliegverbindingen met Lissabon, Madeira, Duitsland, België, Noord-Amerika, de andere eilanden van de archipel en sinds 2006 ook eenmaal per week naar Nederland.
Een bekend natuurgebied aan de westkant van het eiland is Sete Cidades waar Lagoa das Sete Cidades, een tweelingmeer met een omtrek van 12 km is gelegen in een krater. Twee andere kratermeren zijn Lagoa das Furnas en Lagoa do Fogo.
In het oosten van São Miguel zijn de warme (zwavel- en ijzerhoudende) bronnen en de botanische tuin "Terra Nostra" in Furnas.
In de warme grond bij de bronnen wordt de lokale specialiteit de "Cozido" bereid in grote ingegraven pannen. Cozido bestaat uit groenten, aardappelen en vlees of vis.
Op het eiland worden o.a. thee, ananassen, bananen, tabak en passievruchten verbouwd.
| Maand                                                      | jan   | feb   | mrt   | apr  | mei  | jun  | jul  | aug  | sep  | okt   | nov   | dec   | Jaar    |
| ---------------------------------------------------------- | ----- | ----- | ----- | ---- | ---- | ---- | ---- | ---- | ---- | ----- | ----- | ----- | ------- |
| Gemiddeld maximum (°C)                                     | 17    | 16,8  | 17,3  | 18,1 | 19,7 | 21,8 | 24,3 | 25,6 | 24,7 | 22,1  | 19,6  | 17,9  | 20,4    |
| Gemiddelde temperatuur (°C)                                | 14,3  | 13,9  | 14,4  | 15,1 | 16,5 | 18,6 | 20,8 | 22   | 21,2 | 19    | 16,8  | 15,2  | 17,3    |
| Gemiddeld minimum (°C)                                     | 11,6  | 11    | 11,6  | 12,1 | 13,3 | 15,4 | 17,2 | 18,4 | 17,8 | 15,9  | 13,9  | 12,6  | 14,2    |
|                                                            |       |       |       |      |      |      |      |      |      |       |       |       |         |
| Neerslag (mm)                                              | 133,4 | 107,3 | 100,4 | 72   | 53,1 | 36,7 | 29,5 | 38,4 | 86,4 | 112,6 | 130,5 | 126,8 | 1.027,1 |
| Zonuren (uur/dag)                                          | 3,1   | 3,7   | 3,9   | 4,7  | 5,6  | 5,4  | 6,7  | 6,9  | 5,8  | 4,6   | 3,6   | 3,0   | 4,8     |
| Bron: http://www.climaat.angra.uac.pt/PDFs/S.%20Miguel.pdf |       |       |       |      |      |      |      |      |      |       |       |       |         |

## Cultuur
De Azoren hebben een eigen cultuur met eigen mythes en legendes. Een van de bekendste legendes is die van prinses Antilia. Volgens deze legende is het groene meer van Sete Cidades ontstaan uit de tranen van de prinses toen haar vader haar verbood om met haar geliefde te trouwen. Het blauwe meer ontstond uit de tranen van haar geliefde.

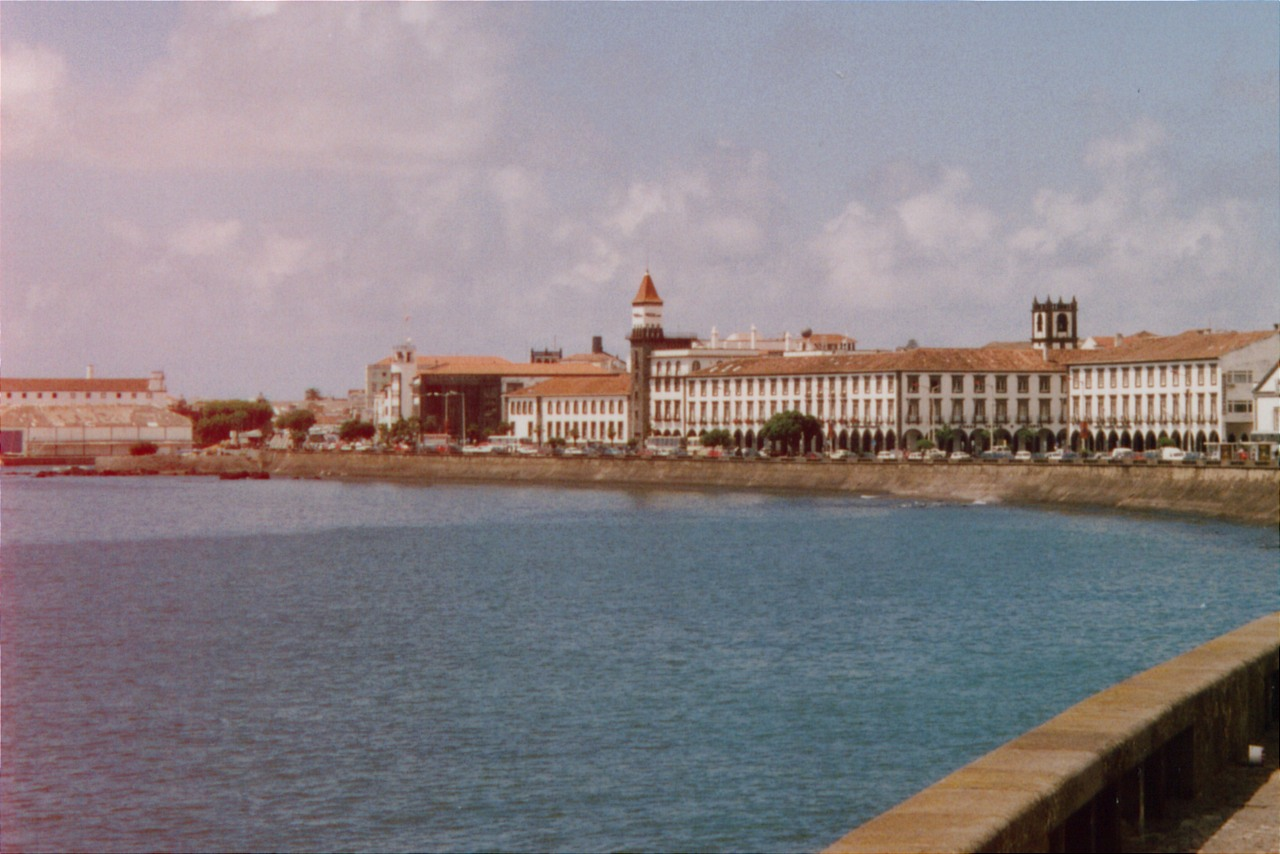
Uitzicht op Ponta Delgada

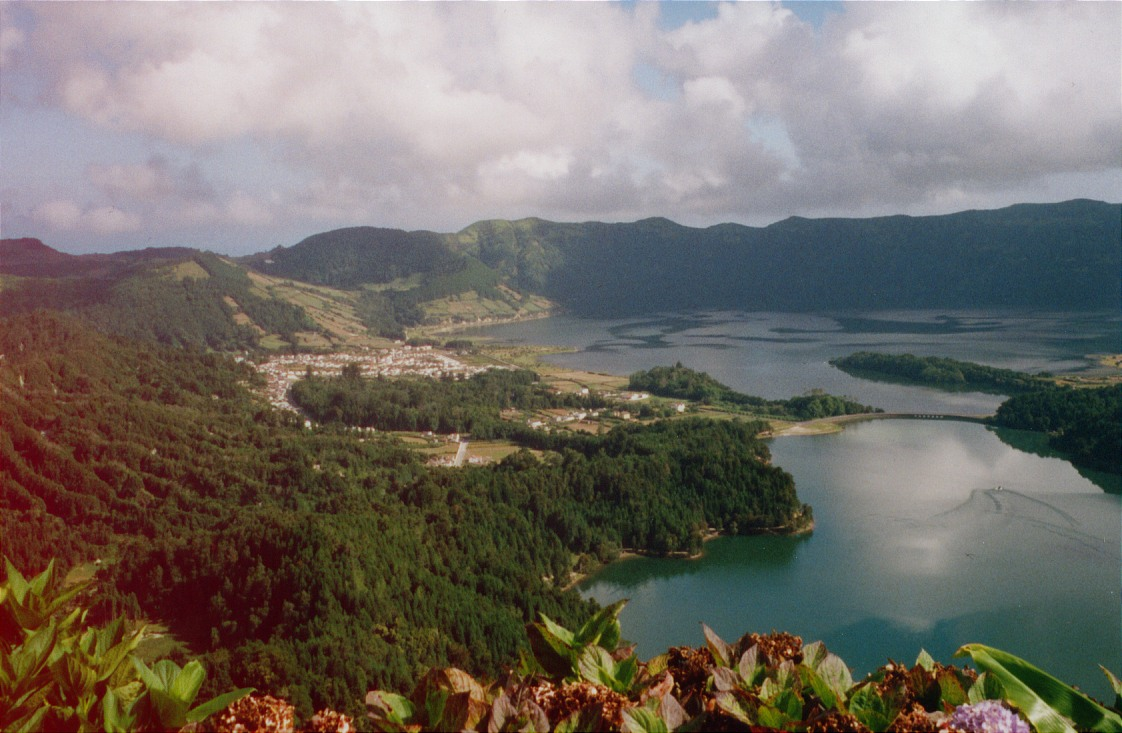
Landschap van Sete Cidades

## Culturele referenties
- Het Suske en Wiske-verhaal Het statige standbeeld speelt zich grotendeels af op São Miguel en in een kratermeer op het eiland.
- Het Blake en Mortimer-verhaal Het Raadsel van Atlantis speelt zich af op São Miguel, waaronder volgens het stripverhaal in diepe onderaardse grotten de overlevenden van Atlantis een beschaving in stand zouden hebben gehouden.

Corvo · Flores · Faial · Pico · São Jorge · Graciosa · Terceira · São Miguel · Santa Maria